# Seth Rollins
Colby Daniel Lopez (* 28. Mai 1986 in Davenport, Iowa), besser bekannt unter seinem Ringnamen Seth Rollins, ist ein US-amerikanischer Wrestler. Er steht derzeit bei der WWE unter Vertrag und tritt in deren Shows auf. Seine bisher größten Erfolge sind der zweifache Erhalt der WWE Championship und der Universal Championship, der ebenfalls zweifache Erhalt der WWE United States Championship, sowie die Zweifache Vervollständigung des Grand Slams.

## Wrestling-Karriere

### Independent-Ligen (2005–2009)
Lopez wurde von Danny Daniels trainiert und debütierte am 5. Februar 2005 als Gixx bei einer Veranstaltung der National Wrestling Alliance. Später trat Lopéz als Tyler Black auf. Es folgten Verpflichtungen bei verschiedenen Independent Promotions (unter anderem bei IWA Mid-South, Pro Wrestling Guerrilla, Full Impact Pro oder AAW: Professional Wrestling Redefined). Am 15. Oktober 2005 gewann er bei IWA Mid-South seinen ersten Titel, die IWA Mid-South Light Heavyweight Championship in einem Match gegen Josh Abercrombie. Den Titel gab er am 21. Januar 2006 wieder an diesen ab.
Bereits zuvor hatte er zusammen mit Marek Brave das Tag Team The Black And The Brave gebildet. Mit diesem gewann Lopez am 17. September 2005 die vakante NWA Midwest Tag Team Championship, die sie erst am 5. Mai 2006 an das Team von Brett Young und Hype Gotti abgaben.

### Ring of Honor (2007–2010)
Am 5. Oktober 2007 trat Lopez das erste Mal bei Ring of Honor (ROH) auf. Dort bildete er zunächst mit Jimmy Jacobs und Necro Butcher das Team The Age Of The Fall. Diesem schlossen sich später noch einige weitere Wrestler an. Ab September 2007 fehdete das Stable gegen die Briscoes (Jay Briscoe und Mark Briscoe). Im Zuge dieser Fehde gewannen Lopez und Jacobs Ende Dezember 2007 die ROH World Tag Team Championship bei ROH Final Battle 2007, die sie am 26. Januar 2008 an No Remorse Corps (Davey Richards und Rocky Romero) abgaben.
Am 6. Juni 2008 durften sie die Titel von Kevin Steen und El Generico erneut gewinnen um sie am 19. September wieder an diese abzugeben. Im September 2008 endete nach einem Jahr die blutige Fehde gegen die Briscoes mit einer Niederlage für The Age Of The Fall in einem Steel-Cage-Warfare-Elimination-Match bei der ROH-Veranstaltung Glory by Honor VII. Im Februar 2009 verließ Lopez das Stable und bestritt in der Folgezeit einige Matches gegen seine ehemaligen Verbündeten.
Nachdem er zuvor bereits einige Einzel-Titel bei verschiedenen Independent-Promotions gewonnen hatte, erhielt er am 13. Februar 2010 bei ROH 8th Anniversary Show die ROH World Championship von Austin Aries, was seinen bis dahin größten Erfolg darstellte. Am 11. September 2010 gab er den Titel aufgrund des bevorstehenden Wechsels zu WWE an Roderick Strong ab.

### World Wrestling Entertainment (seit 2010)

#### Florida Championship Wrestling und NXT (2010–2012)
Im August 2010 wurde bekannt gegeben, dass Lopez einen Entwicklungsvertrag mit der WWE unterschrieben hat. In der WWE wurde er zunächst bei Florida Championship Wrestling (FCW) eingesetzt und trat fortan unter seinem neuen Ringnamen Seth Rollins (in Anlehnung an den Sänger und Schauspieler Henry Rollins) auf. Am 7. Dezember 2010 bestritt Lopez ein Dark Match bei SmackDown gegen Cody Rhodes, das er verlor. Bei FCW bildete er mit Richie Steamboat ein Tag Team. Mit diesem zusammen erhielt Lopez am 25. März 2011 die FCW Florida Tag Team Championship von Damien Sandow und Titus O’Neil. Die Titel gaben sie am 12. Mai 2011 an Big E Langston und Calvin Raines ab.
Am 23. Februar 2012 gewann er von Leo Kruger die FCW Florida Heavyweight Championship. Diese verlor er am 8. Juni 2012, als FCW nicht länger die Entwicklungsliga der WWE war und alle Titel eingestellt wurden. Stattdessen erhielt er am 26. Juli bei Aufzeichnungen der neuen Entwicklungsliga NXT die neu geschaffene NXT Championship, nachdem er im Finale des Gold-Rush-Turniers Jinder Mahal besiegt hatte. Den Titel gab er nach seinem Aufstieg ins Hauptroster bei den NXT-Aufzeichnungen am 6. Dezember 2012 an Big E Langston ab.

#### Main Roster Debüt mit The Shield (2012–2014)

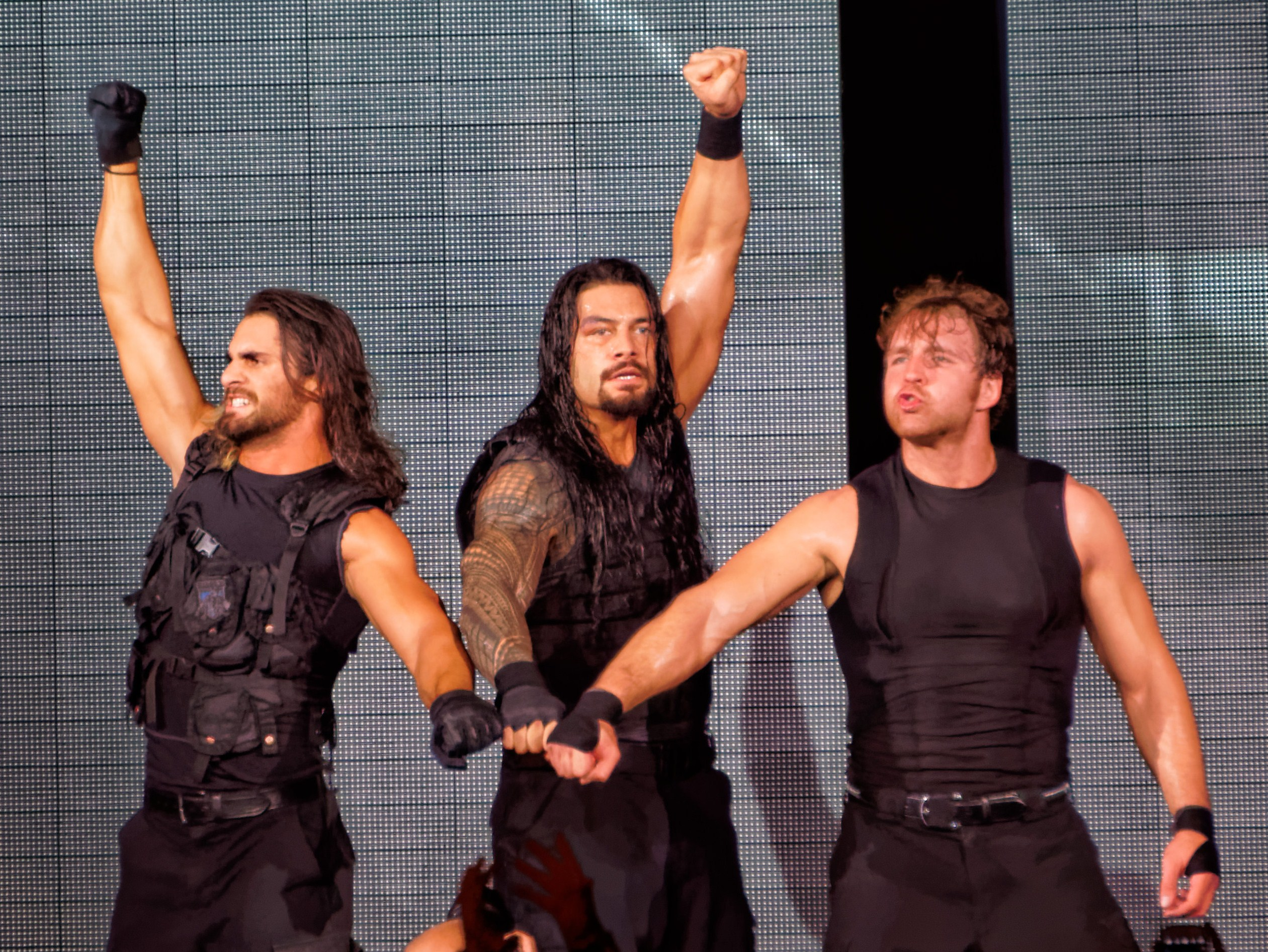
Rollins, Reigns und Ambrose als The Shield im Jahr 2014.

Am 18. November 2012 debütierte Lopez an der Seite von Dean Ambrose und Roman Reigns als The Shield bei der Survivor Series, als sie Ryback in dessen Triple-Threat-Match um die WWE Championship gegen Champion CM Punk und John Cena attackierten und so für Punks Titelverteidigung sorgten. Dies legte den Grundstein für ein Sechs-Mann-Tag-Team-TLC-Match von The Shield gegen Ryback und Team Hell No (Daniel Bryan und Kane) bei der folgenden WWE-Großveranstaltung TLC: Tables, Ladders & Chairs, das sie für sich entscheiden durften.
In der Folgezeit attackierte das Stable verschiedenste WWE-Superstars (unter anderem auch The Rock) und es versuchten sich mehrere, aus zum Teil wechselnden WWE-Superstars aufgebaute Teams erfolglos daran, The Shield in einem Sechs-Mann-Tag-Team-Match auf „ehrliche“ Weise (durch Pinfall oder Aufgabe) zu besiegen. Am 19. Mai 2013 gewann Lopez gemeinsam mit Roman Reigns bei Extreme Rules die WWE Tag Team Championship von Team Hell No. Am 11. Juni 2013 verloren The Shield bei SmackDown gegen Bryan, Kane und Randy Orton erstmals ein Sechs-Mann-Tag-Team-Match, nachdem Lopez in einem Aufgabegriff von Bryan hatte abklopfen müssen.
Ab August 2013 gehörten The Shield neben unter anderem Triple H, Stephanie McMahon und Orton dem autoritären Stable The Authority an. In dieser Zeit fehdete Lopez mit Reigns und Ambrose gegen The Usos (Jimmy und Jey Uso), The Prime Time Players (Darren Young und Titus O’Neil) sowie die Rhodes Brothers (Cody Rhodes und Goldust). An Letztere mussten Lopez und Reigns die WWE Tag Team Championship am 14. Oktober 2013 nach 148 Tagen Titelregentschaft in einem No-Disqualification-Match bei Raw abgeben, nachdem die Mitglieder von The Shield von Big Show attackiert worden waren.
Im März 2014 verließen The Shield die Authority wieder, nachdem sie bei einer Raw-Ausgabe Kane, mittlerweile ebenfalls Mitglied, attackiert hatten. In der Folge fehdeten sie zunächst gegen Kane und The New Age Outlaws (Billy Gunn und Road Dogg), die sie bei WrestleMania XXX besiegen konnten. Auch die anschließende Fehde gegen das Stable Evolution, bestehend aus Triple H, Randy Orton und Batista, konnte das Trio bei Payback am 1. Juni 2014 für sich entscheiden.
Am darauffolgenden Tag konfrontierte bei Raw das nun nur noch aus Orton und Triple H bestehende Evolution erneut The Shield. Anschließend attackierte Lopez seine Teammitglieder hinterrücks mit einem Stuhl, verließ somit The Shield und schloss sich erneut, diesmal alleine, der Authority an.

#### The Authority undWWE World Heavyweight Champion(2014–2015)

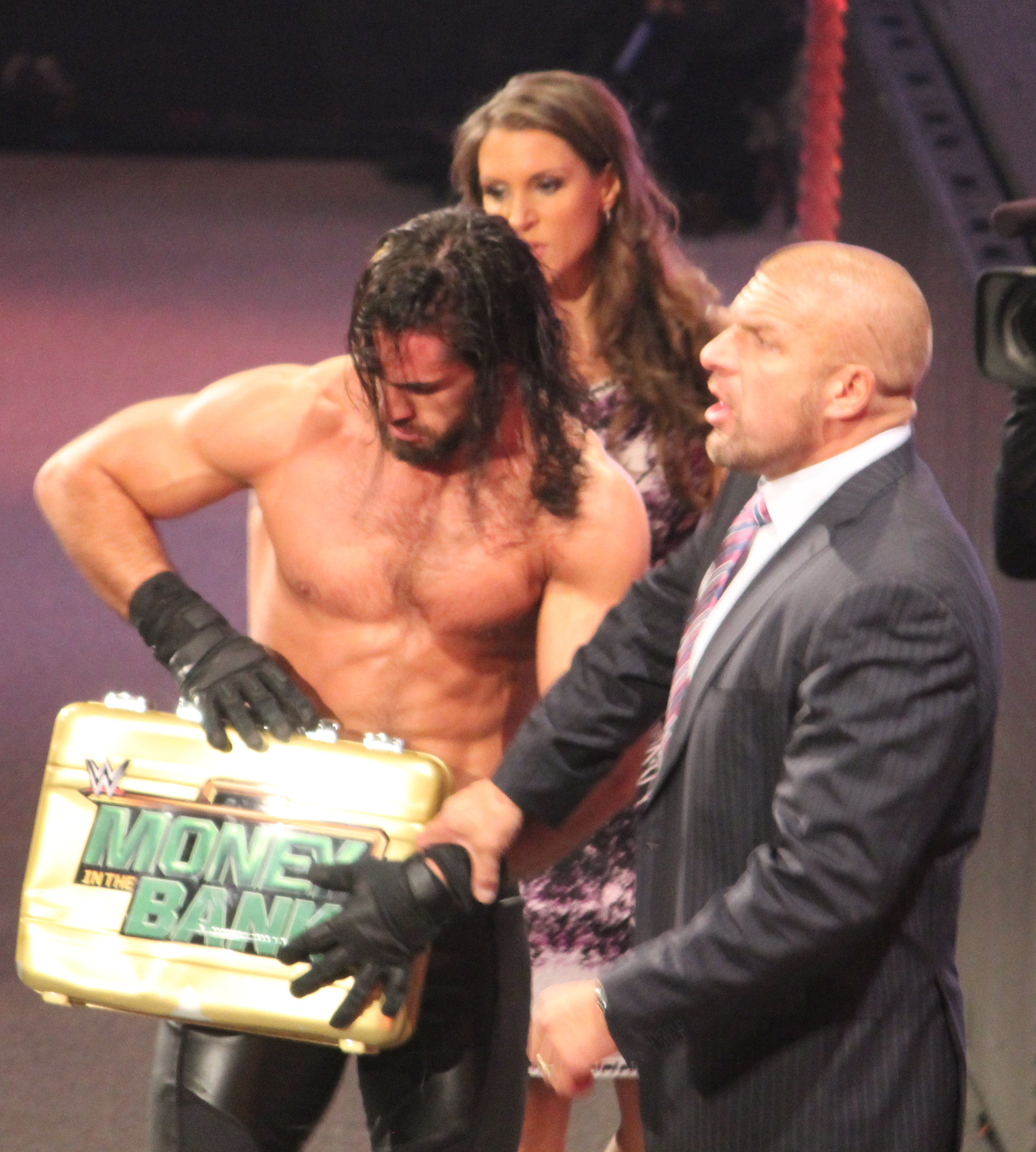
Rollins als Mitglied der Authority im Jahr 2014.

Bei Money in the Bank am 29. Juni 2014 in Boston gewann Lopez durch Mithilfe von Kane – der zu seinen Gunsten eingriff und Dean Ambrose daran hinderte, den Koffer abzuhängen – das Money-in-the-Bank-Ladder-Match, was ihm durch einen Vertrag für ein Jahr zu jedem beliebigen Zeitpunkt ein Match um die WWE World Heavyweight Championship garantierte. Ab November 2014 wurde Lopez von den beiden ehemaligen Wrestlern Joey Mercury und Jamie Noble, die als J&J Security auftraten, bei jedem Match zum Ring begleitet.
Anschließend fehdete er gegen seinen ehemaligen The Shield-Kameraden Ambrose, den er in einem Lumberjack-Match beim SummerSlam am 17. August 2014 besiegen konnte. Auch eine anschließende Fehde gegen Reigns und ein erneutes Match gegen Ambrose bei Hell in a Cell durfte Lopez für sich entscheiden.
Seit November 2014 bestritt er ein Programm gegen John Cena. Im Zuge dieser Fehde nahm er zunächst am 23. November an einem traditionellen Survivor-Series-Match bei der gleichnamigen Veranstaltung teil, das er als Team Authority mit Rusev, Kane, Luke Harper und Mark Henry gegen Team Cena verlor. Im weiteren Verlauf der Storyline wurde Lopez einem Match um die WWE World Heavyweight Championship beim Royal Rumble am 25. Januar 2015 gegen den Champion Brock Lesnar und Cena hinzugefügt. Allerdings durfte er den Titel zu diesem Zeitpunkt nicht gewinnen.
Es folgte eine Fehde gegen Randy Orton, dem er bei WrestleMania 31 am 29. März 2015 unterlag. Noch am selben Tag durfte er seinen Money-in-the-Bank-Vertrag während eines Matches zwischen Roman Reigns und Brock Lesnar um die WWE World Heavyweight Championship einlösen und den Titel gewinnen.
Es folgten mit weiteren Fehden verbundene Titelverteidigungen gegen Orton, Reigns, Ambrose, Lesnar und auch Sting, gegen die Lopez jedoch allesamt seinen Titel behalten durfte. Beim SummerSlam am 23. August 2015 bezwang er John Cena in einem Winner-Takes-It-All-Match und durfte somit auch die WWE United States Championship gewinnen. Allerdings verlor er diesen Titel bereits bei Night of Champions am 20. September wieder an Cena, verteidigte jedoch die WWE World Heavyweight Championship gegen Sting.
Am 4. November zog sich Lopez in einem Match gegen Kane bei einer Houseshow einen Riss des vorderen Kreuzbandes, Innenbandes und Meniskus am rechten Knie zu und fiel daher für mehrere Monate aus. Die WWE World Heavyweight Championship wurde daraufhin für vakant erklärt. Im Dezember 2015 wurde Lopez von den Fans bei den Slammy Awards zum Superstar of the year gewählt.

#### Rückkehr nach Verletzung und Fehde gegen Triple H (2016–2017)
Am 22. Mai 2016 gab Colby Lopez sein überraschendes Comeback bei Extreme Rules, als er seinen ehemaligen The Shield-Partner Roman Reigns, der mittlerweile im Besitz der WWE World Heavyweight Championship war, nach dessen Titelverteidigung gegen AJ Styles attackierte. Es folgte eine Fehde gegen Reigns, die in einem Titel-Match bei Money in the Bank am 19. Juni mündete, welches Lopez für sich entscheiden und den Titel zum zweiten Mal gewinnen durfte. Jedoch verlor er ihn bereits wenige Augenblicke später an Dean Ambrose, der seinen am selben Abend gewonnenen Money-in-the-Bank-Vertrag einlöste. Am 24. Juli 2016 konnte Lopez ein Triple-Threat-Match gegen seine ehemaligen The Shield-Kollegen Ambrose und Reigns um den Titel bei Battleground nicht gewinnen.
Durch den WWE Draft am 19. Juli 2016 wurde Lopez als erster Draft-Pick Teil von Raw. Nachdem Ambrose bei dieser Veranstaltung mitsamt der umbenannten WWE World Championship nach SmackDown gedraftet wurde, durfte er beim SummerSlam am 21. August 2016 ein Match um die neu eingeführte WWE Universal Championship gegen Finn Bálor, welcher sich zuvor dafür qualifiziert hatte, bestreiten. Dieses verlor er allerdings.
Bei der Raw-Ausgabe vom 29. August erhielt Lopez in einem Fatal-Four-Way-Elimination-Match gegen Kevin Owens, Big Cass und Roman Reigns erneut die Chance auf die nun vakante WWE Universal Championship, nachdem sich Bálor während des Matches beim SummerSlam an der Schulter verletzt hatte und den Titel daher wieder hatte abgeben müssen. Jedoch konnte er auch dieses Match nicht gewinnen, nachdem er während des Matches von seinem früheren Verbündeten Triple H attackiert worden war, der Owens den Sieg einbrachte.
Am 20. November 2016 nahm Lopez als Teil von Team Raw an einem traditionellen Survivor-Series-Match gegen Team SmackDown teil. Dabei kam es zu einer kurzzeitigen Wiedervereinigung von The Shield, als das ausgeschiedene Team SmackDown-Mitglied Ambrose gemeinsam mit Reigns und Lopez AJ Styles attackierte. Letztendlich verlor Team Raw das Match jedoch.
Lopez fehdete seit Ende August 2016 nach dem verlorenen Four-Way-Match gegen Kevin Owens um die WWE Universal Championship, konnte den Titel aber sowohl bei Clash of Champions am 25. September, als auch bei Hell in a Cell am 30. Oktober jeweils durch Eingriffe von Chris Jericho zugunsten von Owens nicht gewinnen. Am 18. Dezember 2016 gewann Lopez bei Roadblock: End of the Line ein Match gegen Jericho.
Bei der Raw-Ausgabe vom 30. Januar 2017 zog sich Lopez erneut am rechten Knie einen Innenbandriss zu, als er von Samoa Joe attackiert wurde, und musste für knapp acht Wochen pausieren. Trotzdem trat er in dieser Zeit mehrmals bei Raw auf. Am 2. April 2017 kam es bei WrestleMania 33 zu einem Non-Sanctioned-Match gegen Triple H, welches Lopez gewinnen durfte.
Nach WrestleMania 33 wurde die bereits angedeutete Fehde gegen Samoa Joe wieder aufgegriffen. Am 30. April 2017 besiegte er diesen in einem Einzelmatch bei der nächsten Großveranstaltung Payback. Am 4. Juni 2017 war Lopez bei Extreme Rules Teilnehmer eines Matches gegen Bálor, Reigns, Joe und Bray Wyatt, dessen Sieger Samoa Joe zum Hauptherausforderer auf die WWE Universal Championship von Titelträger Brock Lesnar erklärt wurde.

#### Wiedervereinigung mit The Shield und Fehde gegen Dean Ambrose (2017–2019)
In der Raw-Ausgabe vom 10. Juli 2017 kam Lopez seinem Weggefährten Dean Ambrose zu Hilfe, als dieser von seinem Rivalen The Miz und dessen Verbündeten Bo Dallas und Curtis Axel angegriffen wurde. Damit wurde eine Storyline um die Versöhnung der beiden in den folgenden Wochen gestartet. Im Zuge dessen begannen die beiden eine Fehde gegen die Titelträger der WWE Raw Tag Team Championship Cesaro und Sheamus. Am 20. August 2017 durften Lopez und Ambrose beim SummerSlam die Titel von diesen gewinnen. In der Raw-Ausgabe vom 9. Oktober 2017 stieß auch Roman Reigns wieder zu seinen alten Verbündeten, womit die Wiedervereinigung von The Shield vollendet war. Für die Großveranstaltung TLC: Tables, Ladders & Chairs am 22. Oktober 2017 wurde in den folgenden Wochen ein Handicap-TLC-Match zwischen den Mitgliedern von The Shield auf der einen sowie The Miz, Cesaro, Sheamus, Braun Strowman und Kane auf der anderen Seite aufgebaut. Wenige Tage zuvor musste jedoch Reigns krankheitsbedingt durch Kurt Angle ersetzt werden, was – zu diesem Zeitpunkt – das erste Match von The Shield nach Rückkehr des Stables verhinderte.

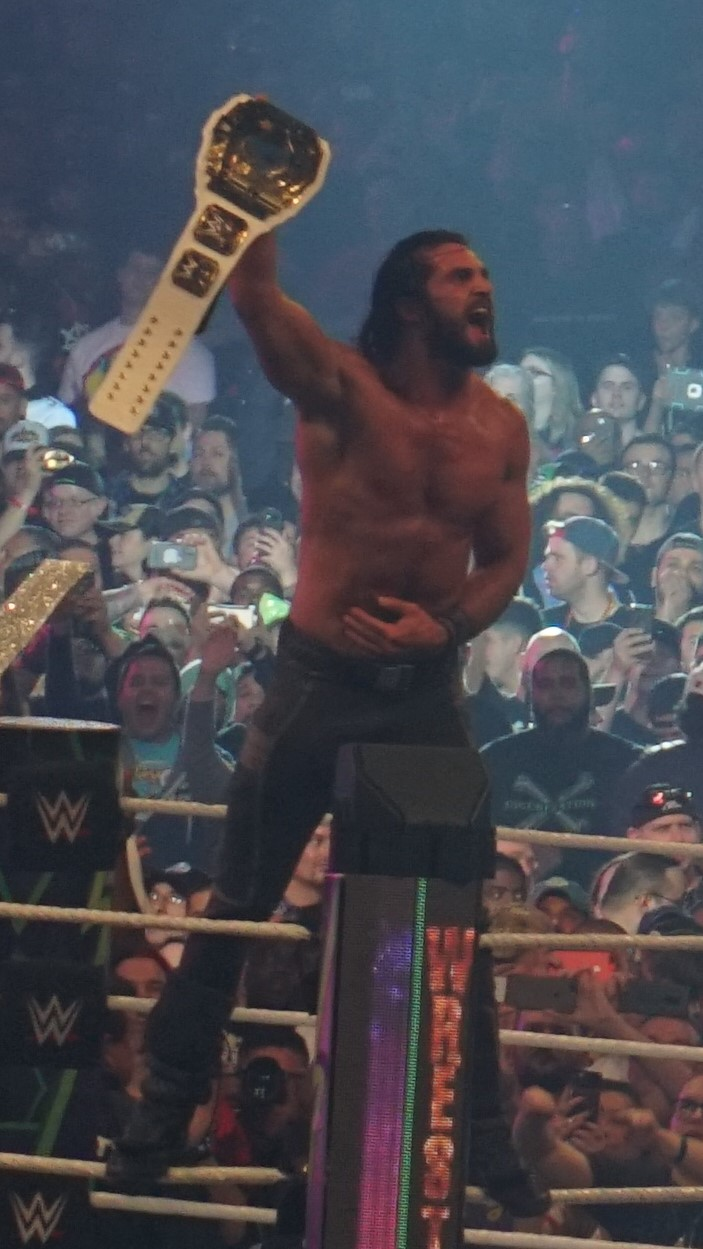
Intercontinental Champion Seth Rollins bei WrestleMania 34 nach seinem Sieg.

Am 6. November 2017 gaben Lopez und Ambrose bei Raw die WWE Raw Tag Team Championship wieder an The Bar (Cesaro und Sheamus) ab. Grund für den Titelverlust war ein plötzliches Auftauchen des eigentlich dem Roster von SmackDown Live angehörenden Stables The New Day (bestehend aus Big E, Kofi Kingston und Xavier Woods) im Publikum. Dies leitete ein Sechs-Mann-Tag-Team-Match beider Teams bei der Survivor Series am 19. November 2017 ein, welches The Shield gewannen.
Bei Wrestlemania 34 am 8. April 2018 trat Rollins in einem Multiman-Match an, an welchem auch der Intercontinental Champion The Miz beteiligt war. Dieses Match durfte Seth Rollins gewinnen, er wurde somit zum neuen Intercontinental Champion. Am 27. April fand der Greatest Royal Rumble in Saudi-Arabien statt. Bei diesem PPV hatte Rollins erneut ein Match um die Intercontinental Championship, diesmal ein Ladder-Match. Am Ende sah es fast so aus, als ob Finn Bálor den Titel gewinnen würde, doch dann kam Rollins doch noch zum Zug, sprang vom obersten Ringseil auf die Leiter und schnappte sich die Championship, bevor Bàlor selbst den Gürtel erreichen konnte.
Den Titel durfte Rollins bis zum 18. Juni behalten, bis ihn Dolph Ziggler in einem Titelmatch bei Raw besiegte und neuer Champion wurde.
Am 19. August fand der SummerSlam, einer der Big-Four-PPVs, statt. Dort hatte Rollins wiederum ein Match gegen Dolph Ziggler um die WWE Intercontinental Championship. An seiner Seite stand der bei der RAW-Ausgabe vom 13. August zurückgekommene Dean Ambrose. An der Seite von Ziggler stand Drew McIntyre. Am Ende des Matches wollte Ziggler einen Superkick ausführen, Rollins konterte jedoch in einen School-Boy Superkick. Darauf folgte der Curb Stomp und Rollins konnte den Titel zum zweiten Mal gewinnen.

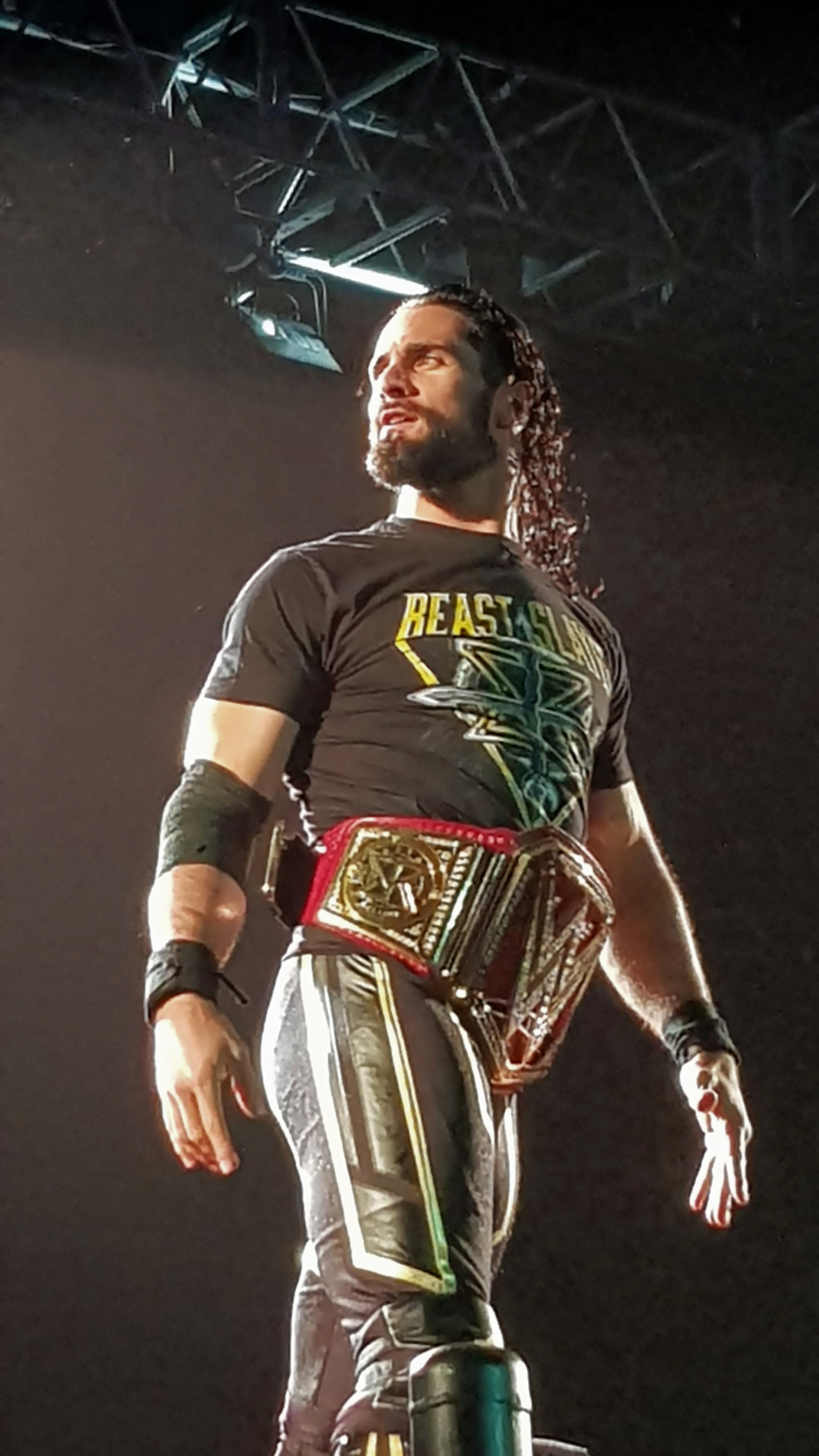
Universal Champion Seth Rollins im Jahr 2019.

Bei der RAW-Ausgabe vom 22. Oktober gab es ein Match um die Raw Tag Team-Championship zwischen Dean Ambrose und Rollins gegen die amtierenden Tag Team-Champions Dolph Ziggler und Drew McIntyre. Rollins und Ambrose gewannen am Ende und widmeten den Sieg ihrem Shield-Kollegen Roman Reigns, der kurz zuvor verkündet hatte, real wieder an Leukämie erkrankt zu sein und demnach eine längere Auszeit nehmen müsste. Nach dem Match jedoch folgte das, was viele Fans schon seit der Rückkehr von Ambrose vermuteten: er attackierte Seth Rollins nach ihrem gemeinsamen Sieg. Dies bedeutete gleichzeitig das Ende der Neuauflage von The Shield.
Bei der RAW-Ausgabe vom 5. November kam es zum 2-on-1-Handicap-Match zwischen Seth Rollins und den Authors of Pain. Dieses Match verlor Seth Rollins und die Authors of Pain wurden zu neuen Tag Team-Champions gekürt. Eine Woche später wurde ein Videosegment bei RAW gezeigt, in dem Ambrose seine Shield-Weste verbrannte, wodurch nochmals verdeutlicht wurde, dass The Shield sich wieder getrennt hat. In den folgenden Wochen entwickelte sich eine Fehde zwischen Rollins und Ambrose. Beim PPV TLC am 16. Dezember 2018 kam es zu einem Match zwischen den beiden um Rollins’ WWE Intercontinental Championship, welches Ambrose gewinnen konnte.

#### Royal Rumble Sieg undzweifacher Universal Championsowie diverse Fehden (seit 2019)
Beim PPV Royal Rumble am 27. Januar 2019 konnte Rollins das Royal Rumble Match der Männer gewinnen. Damit sicherte er sich ein Titelmatch bei WrestleMania 35. In der RAW-Ausgabe vom 11. Februar wurde schließlich offiziell bestätigt, dass Rollins den damaligen Universal Champion Brock Lesnar herausgefordert hat. Bei WrestleMania 35 konnte er sich schlussendlich am 7. April 2019 die Universal Championship durch einen Sieg gegen Lesnar sichern.
Seine erste Titelverteidigung bestritt er gegen AJ Styles bei Money in the Bank, dieses Match gewann Rollins. Am 7. Juni 2019 verteidigte er erneut seinen Titel gegen Baron Corbin bei WWE Super ShowDown. Am 23. Juni 2019 bestritt er erneut ein Match gegen Baron Corbin um seinen Titel, dieses Match gewann er erneut. Am 14. Juli 2019 verteidigte er seinen Titel zusammen mit Becky Lynch in einem Mixed Tag Team Extreme Rules Winners Take All Match gegen Baron Corbin und Lacey Evans. In diesem Match stand auch der Raw Women’s Championship von Lynch auf dem Spiel. Kurz hierauf verlor er aber den Titel nach einer Regentschaft von 98 Tagen, nachdem Brock Lesnar seinen Money in the Bank Koffer erfolgreich einlöste. Am 11. August 2019 gewann er den Universal Championship von Lesnar zurück.
Am 19. August 2019 gewann er zusammen mit Braun Strowman die Raw Tag Team Championship von The O.C. Luke Gallows und Karl Anderson. Sie verloren die Titel nach 27 Tagen am 15. September 2019 an Dolph Ziggler und Robert Roode. In der gleichen Nacht verteidigte er seinen Universal Championship gegen Braun Strowman. Am 6. Oktober 2019 verlor er ein Hell In A Cell Match via DQ, als er Bray Wyatt auslöschen wollte. Dies war ein Match um seinen Universal Championship, den Titel verlor er jedoch hierdurch nicht. Am 31. Oktober 2019 verlor er den Titel in einem Falls Count Anywhere Match gegen Bray Wyatt bei Crown Jewel in Riad, Saudi-Arabien. Am 24. November 2019 bestritt er bei WWE Survivor Series zusammen mit Drew McIntyre, Ricochet, Kevin Owens und Randy Orton ein Traditional Survivor Series Elimination Match gegen Braun Strowman, Roman Reigns, Mustafa Ali, King Corbin, Shorty G., Damian Priest, Matt Riddle, Keith Lee, WALTER und Tommaso Ciampa. Dieses Match verlor er.
Am 20. Januar 2020 gewann er zusammen mit Buddy Murphy die Raw Tag Team Championship, hierfür besiegten sie die The Viking Raiders Erik & Ivar. Die Titel verloren sie nach 42 Tagen Regentschaft am 2. März 2020 an The Street Profits Angelo Dawkins & Montez Ford.
Am 9. Oktober 2020 wechselte er durch den Draft zu SmackDown. Nach der Survivor Series 2020 genehmigte er sich, aufgrund der anstehenden Geburt seines Kindes eine Auszeit. Am 31. Januar 2021 kehrte er zurück und nahm am Royal Rumble Match teil, gewinnen konnte er dies jedoch nicht. Am 21. August 2021 bestritt er beim SummerSlam 2021 ein Match gegen Edge, dieses verlor er. Am 4. Oktober 2021 wurde er beim WWE Draft zu Raw gedraftet.
Beim Royal Rumble 2022 bestritt er ein Match um den WWE Universal Championship gegen Roman Reigns, dieses Match gewann er per Disqualifikation von seinem Gegner, erhielt somit jedoch nicht den Universal Championship. An jenem Abend zog er außerdem mit der Shield-Einzugsmusik und trug das Shield Outfit. Bei No Escape 2022 nahm er am Elimination Chamber Match teil, konnte dies jedoch aufgrund der Elimination durch Brock Lesnar nicht gewinnen. Am 2. April 2022 bestritt er bei WrestleMania 38 ein Match gegen den zurückkehrenden Cody Rhodes, dieses verlor er jedoch. Ein weiteres Rematch am 8. Mai 2022 bei WrestleMania Backlash (2022) verlor er ebenfalls. Am 5. Juni 2022 bestritt er bei Hell In A Cell (2022) ein Hell-In-A-Cell-Match erneut gegen Rhodes, das Match verlor er ebenfalls.
Am 10. Oktober 2022 gewann er zum zweiten Mal die WWE United States Championship, hierfür besiegte er Bobby Lashley. Die Regentschaft hielt 47 Tage und verlor den Titel, schlussendlich am 26. November 2022 bei Survivor Series WarGames an Austin Theory. Am 27. Mai 2023 gewann er bei Night of Champions (2023) die World Heavyweight Championship, hierfür besiegte er AJ Styles im Turnierfinale. Jenen Titel verlor er bei WrestleMania XL an Drew McIntyre. Daraufhin fehdete er nach einer Verletzungspause gegen den nun neu gekrönten Champion Damian Priest, das stattfindende Match bei Money in the Bank konnte er nicht für sich entscheiden. Beim SummerSlam war er der Special Guest Referee im Match zwischen Drew McIntyre und CM Punk.

#### Heel-Run mit "The Vision"
Die darauffolgende Fehde mit CM Punk begann mit einem Match bei der Netflix-Premiere von RAW am 6. Jänner 2025, das CM Punk für sich entschied. Vorläufiger Höhepunkt war ein Triple-Threat-Match bei WrestleMania 41 zwischen Rollins, Punk und Roman Reigns. Im Laufe des Kampfes turnte Manager Paul Heyman gegen CM Punk und Roman Reigns und verhalf so Rollins zum Sieg. 
In der RAW-Ausgabe nach WrestleMania wurde Rollins von Bron Breakker vor den Angriffen von Roman Reigns gerettet und es zeichnete sich eine Allianz von Heyman, Rollins und Breakker ab. Bei Saturday Night’s Main Event am 24. Mai 2025 besiegten Rollins und Breakker das Team von CM Punk und Sami Zayn. Dabei erhielten sie Unterstützung vom rückkehrenden Bronson Reed, der sich bei der darauffolgenden Raw-Ausgabe offiziell der Allianz anschloss. Am 7. Juni 2025 konnte sich Rollins durch Unterstützung seines Stables den Sieg im Money in the Bank-Match sichern. Damit ist Rollins neben CM Punk erst der zweite Mann, der Money in the Bank zweimal gewinnen konnte.    
Bei Night of Champions am 28. Juni versuchte er vergeblich den Money in the Bank-Vertrag während des Titelmatches zwischen John Cena und CM Punk einzulösen. Diese Einlösung gelang Rollins jedoch nach dem Mainevent von Tag 1 des Summerslam 2025: CM Punk hatte eben Gunther besiegt, doch Rollins der zuvor wochenlang eine Knieverletzung vorgetäuscht hatte, holte sich zum zweiten Mal den World Heavyweight Championship.      

## Privatleben
Lopez war mit der Wrestlerin Rebecca Quin, die unter dem Ringnamen Becky Lynch auftritt, verlobt. Anfang Dezember 2020 kam ihre gemeinsame Tochter Roux auf die Welt. Am 29. Juni 2021 heirateten beide.

## Titel und Auszeichnungen

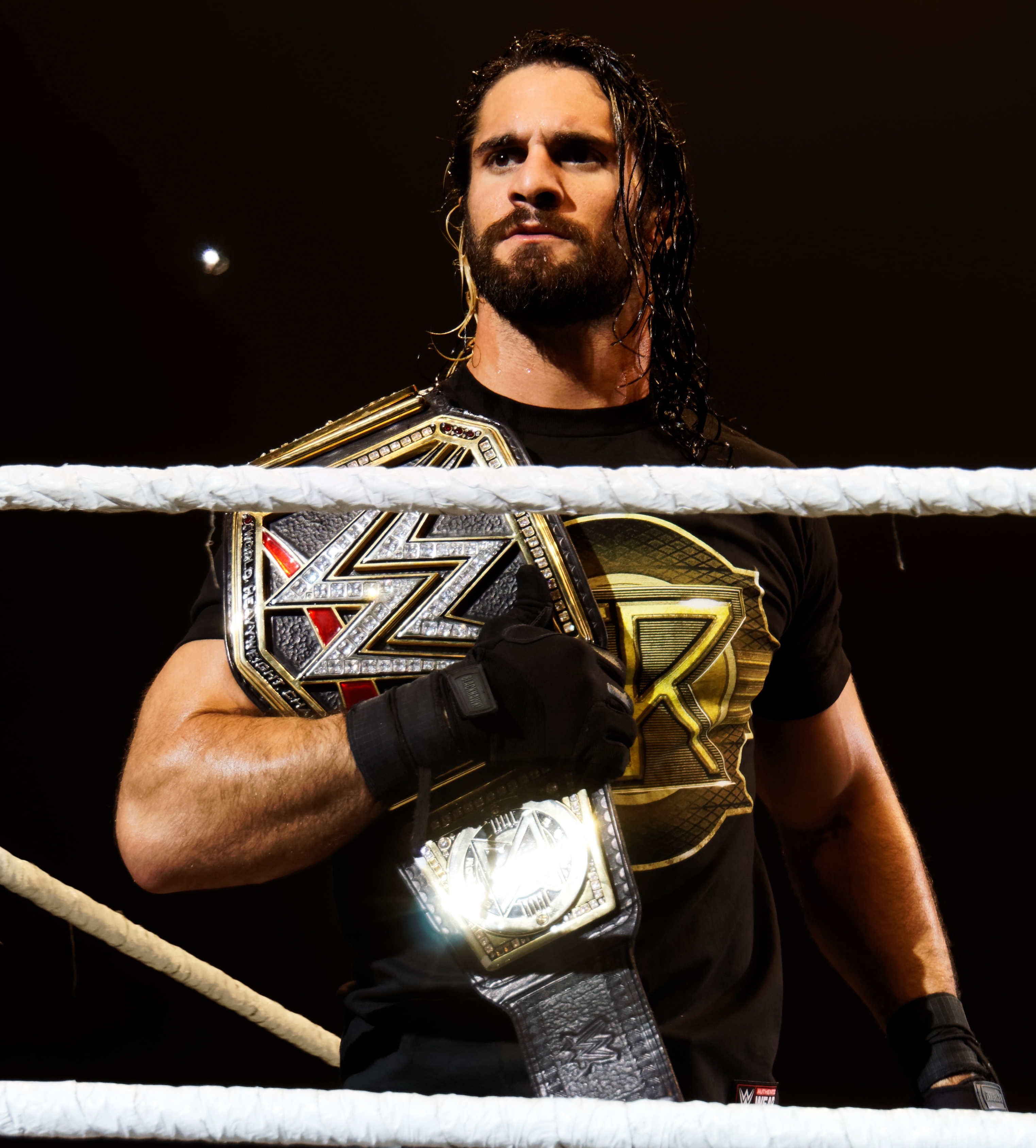
Seth Rollins ist ein zweifacher WWE Champion

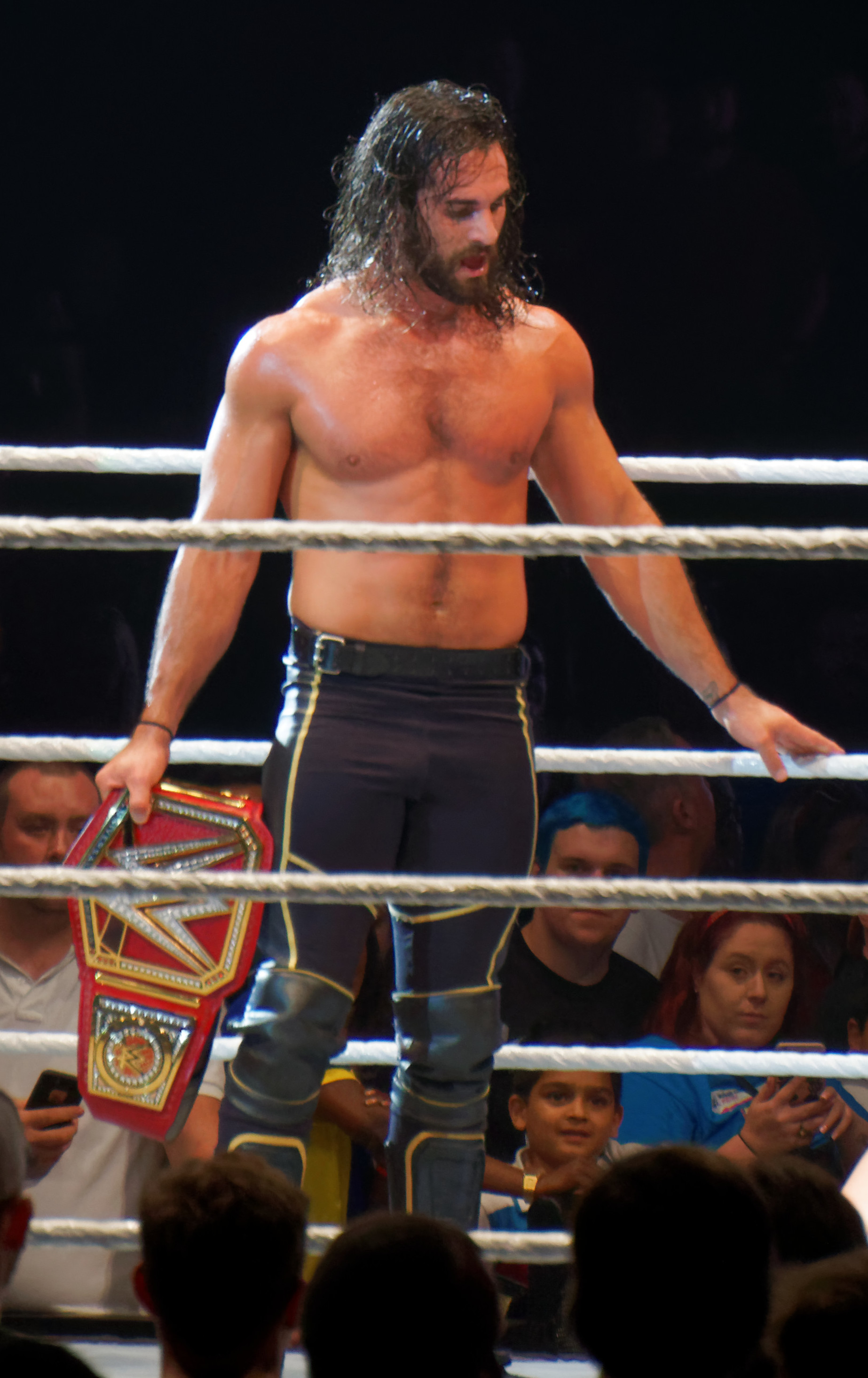
Zudem hielt er zweimal die Universal Championship und ist insgesamt ein fünffacher World-Champion

### Titel
- Absolute Intense Wrestling
  - 1× AIW Intense Division Champion

- All American Wrestling 
  - 2× AAW Heavyweight Champion
  - 2× AAW Tag Team Champion jeweils 1× mit Marek Brave und Jimmy Jacobs

- Florida Championship Wrestling
  - 1× FCW Florida Heavyweight Champion
  - 1× FCW Jack Brisco 15 Champion
  - 1× FCW Florida Tag Team Champion mit Richie Steamboat

- Full Impact Pro
  - 1× FIP World Heavyweight Champion

- Independent Wrestling Association
  - 1× IWA Mid-South Light Heavyweight Champion

- Mr. Chainsaw Productions Wrestling
  - 1× MCPW World Heavyweight Champion

- NWA Midwest
  - 1× NWA Midwest Tag Team Champion mit Marek Brave

- Pro Wrestling Guerrilla
  - 1× PWG World Tag Team Champion mit Jimmy Jacobs

- Ring of Honor
  - 1× ROH World Champion
  - 2× ROH World Tag Team Champion mit Jimmy Jacobs

- World Wrestling Entertainment
  - 2× WWE Champion
  - 2× World Heavyweight Champion (erster Titelträger)
  - 2× WWE Universal Champion
  - 2× WWE Intercontinental Champion
  - 2× WWE United States Champion
  - 1× NXT Champion
  - 6× WWE Raw Tag Team Champion jeweils 1× mit Roman Reigns, Jason Jordan, Braun Strowman und Buddy Murphy und 2× mit Dean Ambrose

### Auszeichnungen
- Pro Wrestling Illustrated
  - 2015, 2019: 2× Platz 1 der Top 500 Wrestler im PWI 500

- World Wrestling Entertainment
  - 2014: Money in the Bank Sieger
  - 2018: 19. Grand Slam Champion
  - 2018: 29. Triple Crown Champion
  - 2019: Royal Rumble Sieger
  - 2025: Money in the Bank Sieger